# Ghosts of Download
Ghosts of Download è il decimo album discografico in studio del gruppo musicale statunitense dei Blondie, pubblicato nel maggio 2014.

## Il disco
Il disco è parte di un progetto che comprende due pubblicazioni: oltre a Ghosts of Download viene diffuso un altro CD chiamato Blondie 4(0) Ever, che include delle reinterpretazioni dei brani più conosciuti del gruppo e che celebra i quarant'anni di carriera della stessa band.
Il primo singolo estratto dall'album è stato A Rose by Any Name, diffuso il 21 giugno 2013.
Le registrazioni sono state effettuate a cavallo tra il 2012 e il 2013 presso i Mercy Sound Recording Studios di New York e presso gli Skyline Studios di Oakland.
L'artwork è stato curato da J. H. Williams III.
Diversi sono gli artisti che hanno collaborato al lato artistico dell'album, tra questi Beth Ditto (Gossip).

## Tracce
1. Sugar on the Side (feat. Systema Solar) – 3:46
2. Rave (feat. Miss Guy) – 4:01
3. A Rose by Any Name (feat. Beth Ditto) – 3:34
4. Winter – 4:15
5. I Want to Drag You Around – 3:14
6. I Screwed Up – 3:59
7. Relax (Frankie Goes to Hollywood cover) (feat. Keilah Beaz, Felicia Dennis & Keisha Williams) – 5:49
8. Take Me In the Night – 3:23
9. Make a Way – 3:55
10. Mile High – 3:38
11. Euphoria – 4:39
12. Take It Back – 3:45
13. Backroom – 4:06

Bonus tracks formato digitale
1. Put Some Color on You – 3:52
2. Can't Stop Wanting – 3:10
3. Prism – 5:08

Greatest Hits Deluxe redux
1. Heart of Glass – 4:33
2. Dreaming – 3:04
3. The Tide is High – 4:38
4. Maria – 4:05
5. Sunday Girl – 3:02
6. Hanging on the Telephone – 2:19
7. Rapture – 5:33
8. One Way or Another – 3:31
9. Call Me – 3:31
10. Atomic – 4:35
11. Rip Her to Shreds – 3:18

## Formazione
- Debbie Harry - voce
- Chris Stein - chitarra
- Leigh Foxx - basso
- Clem Burke - batteria
- Matt Katz-Bohen – tastiere, chitarre
- Tommy Kessler – chitarra

## Classifiche
| Classifica (2014) | Posizione raggiunta |
| ----------------- | ------------------- |
| Regno Unito       | 16                  |